# 菊池志穗
菊池志穗（日语：／ Kikuchi Shiho，1972年5月6日—），日本女性配音員。出身於神奈川縣。身高160cm。A型血。
以前經歷ARTSVISION、81 Produce，現在是remax所屬。

## 人物
曾與丹下櫻組成。
2002年還是秋天成立的獨立樂隊的成員。
興趣：穿和服，因此也是一名和服老師。
2006年7月生下第一個孩子，2008年10月生下第二個孩子。

## 演出
粗體字表示主要角色。

### 電視動畫
1995年
- 可愛巧虎島（老鼠、普露露、貓熊）

1996年
- 機動戰艦撫子號（天野光）
- 烏龍派出所（女孩子、女性、女）
- 機械女神J（茂助）
- 麵包超人（キイコ）

1997年
- 烏龍派出所（早乙女沙織）
- 橫行太保（女子、少女）
- Princess Rouge（羅格）

1998年
- 聖路美娜女學院（日语：聖ルミナス女学院）（佐藤朝子）

1999年
- 烏龍派出所（姬野由紀子）
- 網路安琪兒（柳亞紀子）
- 神八劍傳（日语：神八剣伝）（魯提·翁穆）
- 索斯機械獸（護理人員）
- 超級發明小子（日语：超発明BOYカニパン）（科安特羅）

2000年
- 銀河冒險戰記（A）
- 學校怪談（黃泉之鬼〈少女型態〉）

2001年
- 銀河冒險戰記 the second stage（アマローネ·スランジーバ）
- 上班族金太郎（江澤有希、女子社員）
- 電腦冒險記（有栖川藍）

2002年
- 犬夜叉（紅葉）
- 無敵戰鬥陀螺（立花弘美[4]）
- 超齡細公主（女孩子C）
- 彩夢芭蕾（騎士的戀人）
- 驚爆危機！（向井麻彌）

2003年
- 原子小金剛 (2003年動畫)（黛菲）
- STRATOS 4（日语：ストラトス・フォー）（中村彩雲）
- 戰鬥陀螺G（立花弘美）
- 驚爆危機？校園篇（佐伯惠那、向井麻彌、內田）

2004年
- 去吧！墮落三人組（日语：ズッコケ三人組#アニメ『それいけ! ズッコケ三人組』）（駒澤民）

2006年
- 甦醒的天空 -RESCUE WINGS-（日语：よみがえる空 -RESCUE WINGS-）（前田英美）

2008年
- 名偵探柯南（女記者）

2010年
- 動物環境會議（袋鼠露寶）

2018年
- 驚爆危機！Invisible Victory（久壇未良）

### 電影動畫
1998年
- 大盜五右衛門：拯救地球大作戰（日语：アニメがんばれゴエモン）（小光）
- 機動戰艦撫子號 -The prince of darkness-（天野光）

2002年
- 戰鬥陀螺 THE MOVIE 激戰！小龍VS大地（立花弘美）

### OVA
1995年
- 銀河少女傳說（日语：銀河お嬢様伝説ユナ）（班上同學）

1996年
- 寶魔獵人萊姆（日语：宝魔ハンターライム）（小孩）

1997年
- 愛麗絲 in Cyberland（日语：ありす in Cyberland）（如月真琴）
- 電腦戰隊VOOGIE'S★ANGEL SR（日语：電脳戦隊ヴギィ'ズ★エンジェル）（Merrybell Candy Stuart）

1998年
- 危險調查員（白鳥幸子〈少女時期〉）

1999年
- 純愛手札（館林見晴）

2001年
- 魔神凱撒（蘿露）

2003年
- 魔神凱撒 死鬥！暗黑大將軍（蘿露）
- 秋之回憶2（白河靜流[5]）
- Papillon Rose（日语：パピヨンローゼ）（／Papillon Rose）

2004年
- STRATOS 4 (X系列)（日语：ストラトス・フォー）（中村彩雲）
- 秋之回憶3.5 向著回憶的彼方（白河靜流）
- 秋之回憶3.5 傳達祈願的時刻（白河靜流）

2005年
- STRATOS 4 Advance（中村彩雲）

2012年
- SPY PENGUIN（日语：スパイペンギン）（珍妮、老鼠的孩子）

### 遊戲
1994年
- 純愛手札（館林見晴）

1995年
- 鐵拳2（風間準、州光）
- 純愛手札 對戰方塊（館林見晴）

1996年
- 愛麗絲 in Cyberland（日语：ありす in Cyberland）（如月真琴）
- 真愛故事（日语：トゥルー・ラブストーリー）（桂木綾音）

1997年
- 綾香忍傳的一番（日语：あやかし忍伝 くの一番）（葉隱楓）
- 阿爾納姆之翼 在燒塵之空的彼方（日语：アルナムの翼 焼塵の空の彼方へ）（卡琳）
- 機動戰艦撫子號 ～最後果然還是「有愛必勝」？～（天野光）
- 銀河少女傳說3 LIGHTNING ANGEL（日语：銀河お嬢様伝説ユナ）（櫻花）
- （神崎唯）
- 純愛手札Drama Series Vol.1－3 （館林見晴）
- Harmful Park（瑞司嘉·諾斯海爾）
- 特勤機甲隊2（綾瀨實）
- 瑪莉亞 你們還活著的理由（日语：マリア 君たちが生まれた理由）（筒井瑪莉亞）
- 銀河少女警察 Re-inforce（派翠西亞·馬克加連）

1998年
- 火星物語（日语：火星物語）（謝爾）
- 機動戰艦撫子號 The blank of 3years（天野光）
- 純愛放學後 來回答問題吧☆（館林見晴）
- 炸彈人大戰（日语：ボンバーマンウォーズ）（炸彈魔女、炸彈仙子、炸彈弓矢、螺旋炸彈人）
- 炸彈人世界（日语：ボンバーマンワールド (プレイステーション)）（螺旋炸彈人）

1999年
- 來製作美少女雀士吧♥（日语：アイドル雀士スーチーパイ#アイドル雀士を作っちゃおう♥）（早乙女千露露）
- 電子人種（日语：ガレリアンズ）（莉莉雅）
- 機動戰艦撫子號 NADESICO THE MISSION（天野光）
- 格鬥天王'99（薇普（日语：ウィップ (KOF)））
- 鐵拳 Tag Tournament（日语：鉄拳タッグトーナメント）（風間準、州光）
- 純愛手札POCKET 文化篇／運動篇（館林見晴）
- 神奇傳說 時空道標（愛麗絲）
- 銀河少女警察 The 3rd Planet（派翠西亞·馬克加連）

2000年
- 格鬥天王2000（薇普）
- 戀愛物語 對戰模擬 魔法學園（日语：エーベルージュ）（艾麗露·沃爾尼修）

2001年
- 格鬥天王2001（薇普）
- 純愛手札2 ～Substories Memories Ringing On～（日语：ときめきメモリアル2 Substories）（館林見晴）
- 秋之回憶2（白河靜流）

2002年
- 電子人種：灰（日语：ガレリアンズ:アッシュ）（莉莉雅）
- 格鬥天王2002（薇普）
- 超級機器人大戰IMPACT（日语：スーパーロボット大戦IMPACT）（天野光）
- 如此地湛藍…（日语：果てしなく青い、この空の下で…。）（穗村悠夏）
- 淪為回憶的妳 ～秋之回憶～（白河靜流）

2003年
- 鍊金術士薇歐 ～葛拉姆奈特的鍊金術士2～（布莉吉特·吉耶輪、休特拉）
- 格鬥天王2003（薇普）
- 愛神餐館2（日语：ビストロ・きゅーぴっと）（瑪特·拉斯貝里）
- 魔法氣泡Fever（日语：ぷよぷよフィーバー）（艾米提）
- Memories Off Duet（白河靜流）
- Memories Off Mix（日语：メモオフみっくす）（白河靜流）

2004年
- 格鬥天王NEOWAVE（薇普）
- 超級機器人大戰MX（天野光）
- 秋之回憶 ～從今以後～（白河靜流）

2005年
- 格鬥天王XI（薇普）
- 超級機器人大戰MX PORTABLE（天野光）
- 魔法氣泡Fever 2（日语：ぷよぷよフィーバー2）（艾米提）

2006年
- Another Century's Episode 2（天野光）
- 天使之戀Online（玩家角色）
- 魔法氣泡！15週年紀念版（日语：ぷよぷよ! Puyopuyo 15th anniversary）（艾米提）

2007年
- Another Century's Episode 3 THE FINAL（天野光）

2008年
- 超級機器人大戰A PORTABLE（天野光）

2009年
- 格鬥天王2002 UNLIMITED MATCH（薇普）
- 魔法氣泡7（日语：ぷよぷよ7）（艾米提）

2011年
- 謎惑館 ～隨音逐流～（日语：謎惑館 〜音の間に間に〜）
- 魔法氣泡!! 20週年紀念版（日语：ぷよぷよ!! Puyopuyo 20th anniversary）（艾米提）

2013年
- 魔法氣泡!! Quest（日语：ぷよぷよ!!クエスト）（艾米提[6]、芙勞[7]）
- 魔法氣泡俄羅斯方塊（日语：ぷよぷよテトリス）（艾米提）

2015年
- 超級機器人大戰BX（天野光）

2016年
- 魔法氣泡編年史（日语：ぷよぷよクロニクル）（艾米提[8]）

2017年
- 超級機器人大戰V（天野光）
- 格鬥天王XIV（薇普）

2018年
- 格鬥天王：全明星（薇普）

2019年
- 超級機器人大戰T（天野光）

### 外語配音
- 狼的誘惑（2005年，劉濟熙〈宋彩敏〉）

### 廣播劇CD
1999年
- 「純愛手札」啟程之詩 so long（館林見晴）

2002年
- 成惠的世界（永岡四季）

2005年
- 1年777組（春野克麗絲的母親）

2012年
- 廣播劇CD「魔法氣泡」Vol.2（艾米提、旁白）

2013年
- 廣播劇CD「魔法氣泡」
  - Vol.3（艾米提）
  - Vol.4（艾米提、旁白）

### 特攝影集
1999年
- 聲優戰隊（扮演的妖精）

2000年
- 冒險！機械喇叭號（日语：ぼうけん!メカラッパ号）（蜆的配音）

### 電視劇
2000年
- 鬼魅小夜子（日语：六番目の小夜子）（莉莉嘉的配音）

### 廣播節目
- （1995年10月7日－1996年6月29日、1996年10月5日－12月28日，鐮倉FM放送（日语：鎌倉エフエム放送））
- 電腦戰隊VOOGIE'S★ANGEL SR（日语：電脳戦隊ヴギィ'ズ★エンジェル）（1996年7月－1997年10月，關西電台）
- 合！（1996年8月3日 - 1996年8月24日，鐮倉FM放送）
- 真愛故事 一起穿睡衣吧（日语：トゥルー・ラブストーリー）（1997年4月－1997年10月，文化放送）
- 菊池志穗的MOTTO!! 星期五（1998年4月－1998年10月，TOKYO-FM）
- 超機動放送A/G Master（日语：超機動放送アニゲマスター）（1997年10月12日－1998年3月，文化放送）
- （1999年8月1日－1999年8月29日，FM Sagami（日语：エフエムさがみ））
- TOKYO→NIIGATA MUSIC CONVOY（日语：TOKYO→NIIGATA MUSIC CONVOY）（2007年3月－，新潟縣民FM放送（日语：新潟県民エフエム放送））

#### 廣播劇CD
- 電腦戰隊VOOGIE'S★ANGEL SR 菊池志穗的SUPER RADIO VOL.1－3（1996年）

### 書籍
- 《休日》（寫真集，山内順仁（日语：山内順仁）攝影，Movic（日语：ムービック），1997年）

### 電視節目
- 聲♥遊俱樂部（日语：声・遊倶楽部）（東京電視台，以Pi成員身份演出）

### 影像商品
- Memories Off 1st 演奏會（2002年3月20日）

## 音樂作品

### 單曲
| 枚數 | 發行日期       | 單曲名稱（日文名稱） | 規格編號 | 備註                                                 | 最高名次 |
| ---- | -------------- | -------------------- | -------- | ---------------------------------------------------- | -------- |
| 1st  | 1997年12月17日 | /                    |          |                                                      |          |
| 2nd  | 1998年4月22日  | Dream Child/朝       |          |                                                      |          |
| 3rd  | 1999年1月20日  | /今日明日道          |          | 圓谷憂子原唱歌曲的翻唱版。後由作詞家康珍化再重新作詞 |          |
| 4th  | 2005年11月5日  | 和音                 |          |                                                      |          |

### 原創專輯
| 枚數 | 發行日期      | 專輯名稱（日文名稱） | 規格編號 | 最高名次 |
| ---- | ------------- | -------------------- | -------- | -------- |
| 1st  | 1998年7月23日 |                      |          |          |

### 迷你專輯
| 枚數 | 發行日期       | 專輯名稱（日文名稱） | 規格編號 | 最高名次 |
| ---- | -------------- | -------------------- | -------- | -------- |
| 1st  | 1999年9月17日  | I                    |          |          |
| 2nd  | 2000年9月      | life                 |          |          |
| 3rd  | 2001年12月17日 | Climb The Mountain   |          |          |

### 名義
- Spring Field（2003年5月3日）
- sofa（2004年5月3日）

### 角色歌曲
| 發行日期 | 標題                                           | 名義                                                                     | 曲名 | 備註                                                 |
| 1997年   | 1997年                                         | 1997年                                                                   | 1997年 | 1997年                                               |
| -------- | ---------------------------------------------- | ------------------------------------------------------------------------ | --- | ---------------------------------------------------- |
| 8月21日  | 「純愛手札」歌唱精選輯4                        | 館林見晴（菊池志穗）                                                     | 「HAPPY！」 | 遊戲《純愛手札》相關歌曲                             |
| 8月21日  | 「純愛手札」歌唱精選輯4                        | 純愛手札All-stars                                                        | 「♥(ハート) ～with you～」 | 遊戲《純愛手札》相關歌曲                             |
| 11月21日 | 如果我是天使的話                               | 館林見晴（菊池志穗）                                                     | 「私天使」 「無口風」 「ANGEL EYES」 | 遊戲《純愛手札》相關歌曲                             |
| 11月21日 | 純愛手札 FANTASTIC 聖誕派對                    | 館林見晴（菊池志穂）、朝日奈夕子（鐵炮塚葉子） with 光輝合唱團           | 「」 | 遊戲《純愛手札》相關歌曲                             |
| 1998年   |                                                |                                                                          | |                                                      |
| 1月21日  | Dream of you…                                  | 館林見晴（菊池志穗）                                                     | 「Dream of You ～Prologue～」 「」 「私天使」 「」 「Intermission one：dream」 「無口風」 「Dream of You」 「ANGEL EYES」 「！」 「Miss You…」 「Go！Go！ ～Miharu～」 「Intermission : alone」 「Fairy」 | 遊戲《純愛手札》角色歌曲                             |
| 11月6日  | My Sweet Days                                  | 館林見晴（菊池志穗）                                                     | 「青！」 「」 「夜 ～a graduation's eve～」 「My Sweet Days」 「」 「手」 「 -届-」 「SPRING DREAM」 「宇宙服」 「HAPPY！」 「Over the sky」                                                              | 遊戲《純愛手札》角色歌曲                             |
| 1999年   |                                                |                                                                          | |                                                      |
| 1月27日  | 聖路美娜女學院(3) 形象專輯 Girl's Talk         | 佐藤朝子（菊池志穗）                                                     | 「魚」 | 電視動畫《聖路美娜女學院》相關歌曲                   |
| 1月27日  | 聖路美娜女學院(3) 形象專輯 Girl's Talk         | 路美娜 Girl's All-stars                                                  | 「To-bi-ra」 | 電視動畫《聖路美娜女學院》相關歌曲                   |
| 2001年   |                                                |                                                                          | |                                                      |
| 11月7日  | Memories Off 2nd 迷你專輯精選輯Vol.2 IMITATION | 白河靜流（菊池志穗）                                                     | 「」 | 遊戲《Memories Off 2nd》相關歌曲                     |
| 2002年   |                                                |                                                                          | |                                                      |
| 5月9日   | 大家作出來的Memories Off CD!!                  | 白河靜流（菊池志穗）                                                     | 「breath」 | 遊戲《Memories Off 2nd》相關歌曲                     |
| 5月9日   | 大家作出來的Memories Off CD!!                  | Memories Off 2nd成員                                                     | 「園校歌唱」 | 遊戲《Memories Off 2nd》相關歌曲                     |
| 5月9日   | 大家作出來的Memories Off CD!!                  | 1st&2nd成員全15人                                                        | 「雨想出」 | 遊戲《Memories Off系列》相關歌曲                     |
| 2006年   |                                                |                                                                          | |                                                      |
| 4月7日   | 大家作出來的Memories Off CD!! Season 3         | &                                                                        | 「紙旅（Live）」 | 遊戲《Memories Off系列》相關歌曲                     |
| 2011年   |                                                |                                                                          | |                                                      |
| 12月15日 | 魔法氣泡!! anniversary sound collection        | 蘋果（今井麻美）、阿爾勒（園崎未惠）、艾米提（菊池志穗）、魔女（佐倉薰） | 「 3+1」 | 遊戲《魔法氣泡!! Puyopuyo 20th anniversary》角色歌曲 |
| 2013年   |                                                |                                                                          | |                                                      |
| 3月27日  | 魔法氣泡 vocal track                           | 艾米提（菊池志穗）                                                       | 「Her Dream Is To Be A Fantastic Sorceress」 | 遊戲《魔法氣泡!! Puyopuyo 20th anniversary》角色歌曲 |

### 其它參加樂曲
| 發行日期      | 標題                                                    | 名義 | 曲名                      | 商業搭配                         |
| 2002年        | 2002年                                                  | 2002年 | 2002年                    | 2002年                           |
| ------------- | ------------------------------------------------------- | --- | ------------------------- | -------------------------------- |
| 2月20日       | Memories Off首場演奏會 ALBUM ～外面裡面完全無剪接版！～ | 間島淳司、山本麻里安、那須惠、田村由香里、淺野琉璃、河合久美、利田優子、水樹奈奈、菊池志穗、池澤春菜、仲西環、千葉紗子、南里侑香、小尾元政、REMI、KAORI. | 「MEMORIE I·N·G（Live）」 | 遊戲《Memories Off系列》相關歌曲 |
| 5月22日       | Birthday Disc Taurus                                    | 菊池志穗 | 「？」                    |                                  |
| 2004年3月20日 | USO800                                                  | POARO、今井麻美、榎本溫子、淺野真澄、菊池志穗、O.T.Queen                                                                                                 | 「BALSE」 「」            |                                  |

## 腳註

## 外部連結
- 菊池志穗｜remax （页面存档备份，存于） （日語）